# Fairey Spearfish
Die Fairey Spearfish war ein britischer Torpedobomber aus der Endphase des Zweiten Weltkrieges. Es war eines der größten einmotorigen Flugzeuge, die auf britischen Flugzeugträgern der Fleet Air Arm verwendet werden sollten.

## Geschichte
Die Spearfish wurde von Fairey Aviation gemäß der Spezifikation O.5/43 des britischen Luftwaffenministeriums entworfen. Die Erfahrungen mit dem Misserfolg des Vorgängers Fairey Barracuda flossen in das neue Projekt ein. Die Spearfish erhielt einen deutlich stärkeren, 2585 PS leistenden Bristol-Centaurus-58-Motor und ein integriertes U-Jagd-Radar. Bei der Barracuda war das Radar noch extern angebracht, was Flugstabilitätsstörungen mit sich brachte. Probleme mit dem Bristol-Centaurus-Motor verzögerten allerdings den Erstflug des ersten Flugzeugs mit der RAF-Seriennummer RA356 bis zum 5. Juli 1945.
Das Ende des Pazifikkrieges führte zum Stopp der weiteren Fertigung der ursprünglich 208 bestellten Flugzeuge. Die Flugzeuge hätten auf den Trägern der abbestellten Malta-Klasse eingesetzt werden sollen und waren zu schwer für die älteren Träger. Auch die Bauprogramme der Träger der Audacious-Klasse waren pausiert worden. Nur fünf Spearfish wurden letztendlich gebaut. Die Flugzeuge wurden bis 1952 für Testzwecke weiterverwendet, aber keiner Staffel überstellt.

## Technische Daten

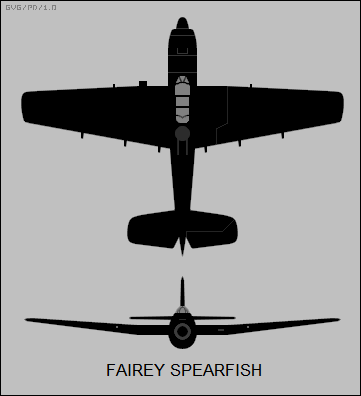
Zweiseitenriss

| Kenngröße             | Daten |
| --------------------- | --- |
| Besatzung             | 2 |
| Länge                 | 13,60 m |
| Spannweite            | 18,40 m (mit beigeklappten Tragflächen: 6,10 m) |
| Flügelfläche          | 49,2 m² |
| Flügelstreckung       | 6,8 |
| Höhe                  | 4,10 m |
| Leermasse             | 6895 kg |
| max. Startmasse       | 10.017 kg (als Bomber mit vier 227-kg-Bomben) |
| Tankkapazität         | 1664 L in zwei Tragflächen-Haupttanks, 195 L in rechter Flügelvorderkante, optional 818-L-Tank in Bombenschacht |
| Antrieb               | ein 18-Zylinder-Sternmotor Bristol Centaurus-58 mit 1930 kW (2585 PS), Fünfblattpropeller mit 4,27 m Durchmesser |
| Höchstgeschwindigkeit | 422 km/h auf Seehöhe, 470 km/h in 4265 m |
| Dienstgipfelhöhe      | 7620 m |
| Reichweite            | 1660 km bei 344 km/h in 4570 m Höhe |
| Bewaffnung            | vier 12,7-mm-MG (zwei Browning-MG in Tragflächen außerhalb des Propellerkreises, zwei von Beobachter ferngesteuerte Frazer-Nash FN 95 in Zwillings-Drehturm hinter dem Cockpit), 907 kg Bomben oder ein Torpedo (britisch 18 in oder US 22 in) im Bombenschacht, 16 ungelenkte Raketen |